# Goodbye Earl
Goodbye Earl ist ein Country-Song der US-amerikanischen Band The Chicks (zu diesem Zeitpunkt noch Dixie Chicks), der 1999 auf dem Album Fly veröffentlicht wurde. Der Song behandelt in provokanter Erzählweise und mit schwarzem Humor die Geschichte zweier Freundinnen, die sich gegen Gewalt in der Partnerschaft wehren.

## Inhalt
Goodbye Earl handelt von den Freundinnen Mary Anne und Wanda, deren Wege sich nach der Highschool trennen. Wanda heiratet einen Mann namens Earl, der sich bald als gewalttätig erweist. Wanda sucht sich Hilfe bei der Polizei, die jedoch nicht eingreift. Als sie von Earl erneut verprügelt wird, muss sie ins Krankenhaus. Dort besucht sie ihre Freundin Mary Ann. Zusammen beschließen sie, Earl zu vergiften. Der Song endet damit, dass die beiden Frauen ein neues Leben beginnen, während niemand Earl vermisst.

## Veröffentlichung und Produktion
Goodbye Earl wurde von Dennis Linde geschrieben und 2000 als Single aus dem 1999 veröffentlichten Album Fly ausgekoppelt. Es erreichte Platz 13 der Billboard-Country-Charts. Das von Evan Bernard gedrehte Musikvideo, in dem Schauspieler wie Dennis Franz und Jane Krakowski wie auch The Chicks mitspielten, interpretiert die Texte wörtlich und stellt die ernste Handlung des Songs in einer überzeichnet humorvollen Weise dar. Der Song erhielt sowohl Lob als auch Kritik. Befürworter sahen in ihm eine feministische Botschaft und eine Ermutigung für Frauen, sich gegen Missbrauch zu wehren. Kritiker hingegen empfanden die Darstellung von Gewalt als unangemessen, selbst wenn sie satirisch gemeint war.
Einige Radiosender spielten das Lied wegen der kontroversen Thematik nicht, während andere Sender die Gelegenheit nutzten, um die Telefonnummer einer Hotline für Opfer häuslicher Gewalt zu senden. Die Plattenfirma bewertete das Lied trotz seiner provokanten Handlung als potenziellen kommerziellen Erfolg. Die unterschiedlichen Reaktionen trugen maßgeblich dazu bei, dass der Song zu einem Kultklassiker wurde.
Der Song wurde in die Liste der „500 Greatest Songs of All Time“ des Rolling Stone aufgenommen. 2015 war er, gesungen von Taylor Swift und Natalie Maines, Teil der 1989 World Tour.